# Molen Op de Laak
Molen Op de Laak, ook wel bekend als de Bakensmolen, was een windkorenmolen in Horst.

## Geschiedenis
De molen werd in 1893 in opdracht van Albert op de Laak gebouwd aan de Nieuwstraat (huidige Gasthuisstraat). Tegelijkertijd werden een woonhuis en brouwerij gebouwd. In 1927 nam schoonzoon Antoon Bakens de molen met brouwerij over. Eind jaren '20 braken twee wieken van de molen af, zodat de molen met de twee resterende wieken bleef doordraaien. Bakens overleed in 1933 en zijn weduwe en zoon namen het bedrijf nog enige tijd over. Al snel werd het werk stilgelegd vanwege concurrentie met de Boerenbond. De twee resterende wieken werden in 1936 verkocht aan molenaar André Coolen, die deze gebruikte voor een molen in Hamont. In 1942 werd de molenromp gesloopt.